# The Beekeeper
The Beekeeper este al optulea album al cântăreței americane Tori Amos. A apărut la data de 22 februarie 2005 și include refrene celtice, tobe africane și teme gnostice. Primul single, "Sleeps With Butterflies", a fost trimis radiourilor la începutul lunii ianuarie 2005 și a fost des difuzat.

## Grădinile
Toate melodii sunt împărțite dintre șase "grădini".

### Grădina pustie
Barons of Suburbia, General Joy, The Beekeeper

### Grădina de pietre
Hoochie Woman, Cars and Guitars, Witness

### Trandafiri și spini
Sleeps with Butterflies, Marys of the Sea, Jamaica Inn

### Sera
Goodbye Pisces, Ireland, The Power of Orange Knickers, Parasol

### Livada
Mother Revolution, Ribbons Undone, Original Sinsuality

### Elixire și buruiene
Toast, Martha's Foolish Ginger, sweet the Sting

## Lista pieselor
1. "Parasol" – 3:54
2. "Sweet the Sting" – 4:16
3. "The Power of Orange Knickers" (cu cântăreț Damien Rice) – 3:36
4. "Jamaica Inn" – 4:03
5. "Barons of Suburbia" – 5:21
6. "Sleeps with Butterflies" – 3:35
7. "General Joy" – 4:13
8. "Mother Revolution" – 3:58
9. "Ribbons Undone" – 4:30
10. "Cars and Guitars" – 3:45
11. "Witness" – 6:06
12. "Original Sinsuality" – 2:02
13. "Ireland" – 3:49
14. "The Beekeeper" – 6:50
15. "Martha's Foolish Ginger" – 4:22
16. "Hoochie Woman" – 2:34
17. "Goodbye Pisces" – 3:36
18. "Marys of the Sea" – 5:11
19. "Toast" – 3:42
20. "Garlands" (numai la DVD) – 8:18